# Robert Herrick

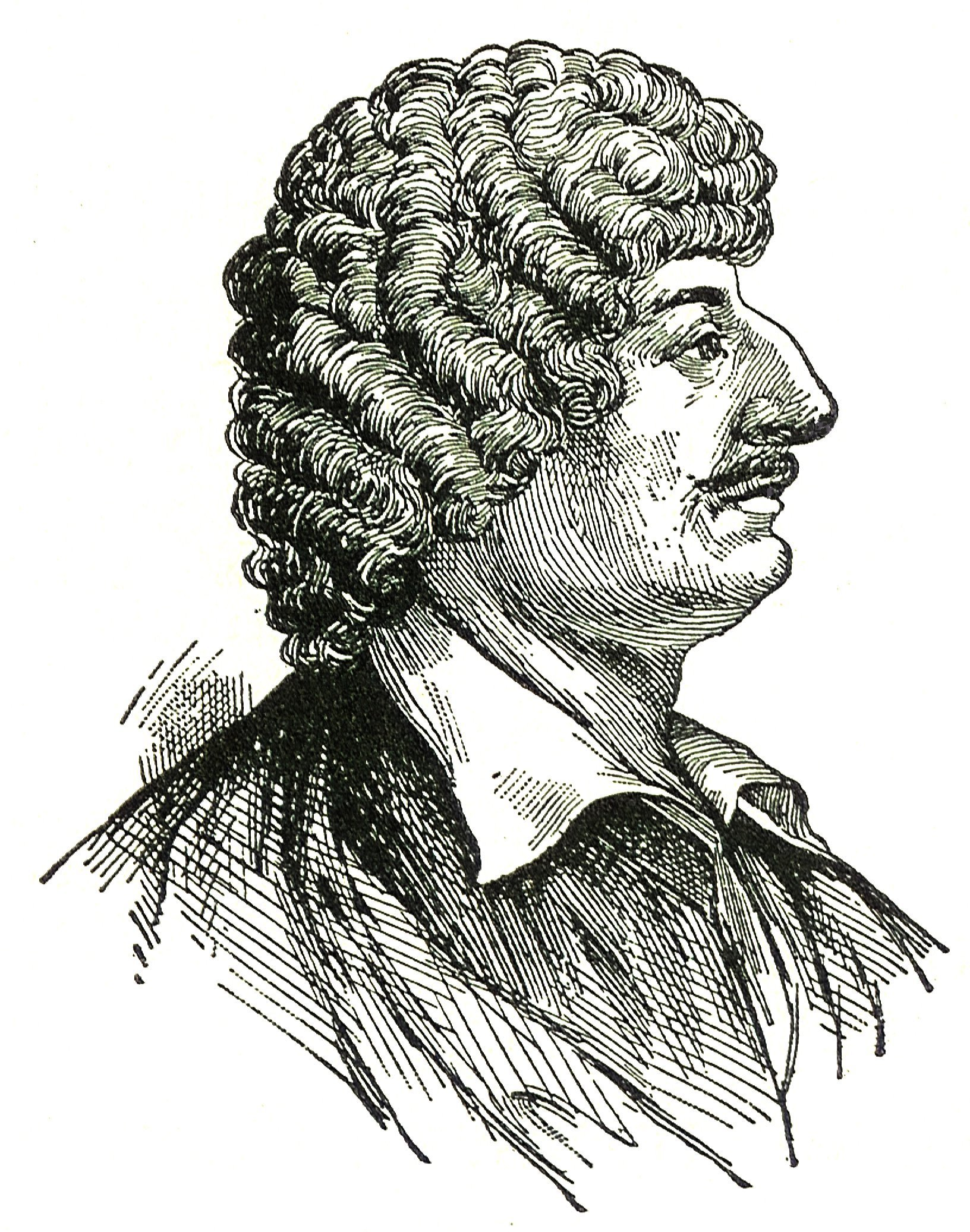
Robert Herrick

Robert Herrick (ur. 1591, ochrzczony 24 sierpnia 1591 w Londynie, zm. w październiku 1674 w Dean Prior) – angielski poeta i duchowny, rojalista. Zaliczany do szkoły tzw. Cavalier Poets, autor głównie liryków miłosnych i epigramatów, kontynuator tradycji elżbietańskiej w poezji.
Urodził się jako siódme dziecko Nicholasa Herricka, zamożnego złotnika. W listopadzie 1592 Herrick został osierocony przez ojca, który wypadł z okna swego domu (podejrzewano samobójstwo). Chociaż nie ma żadnego zapisu o uczęszczaniu Roberta Herricka do szkoły, jest prawdopodobne, że był uczniem szkoły w Westminster. W 1607 stał się czeladnikiem u swojego wuja, sir Williama Herricka, u którego szkolił się na złotnika.
W 1613 Herrick wstąpił do St John’s College w University of Cambridge, które ukończył w 1617. Studia kontynuował w kolegium Trinity Hall na tym samym uniwersytecie. 24 kwietnia 1623 (niektóre źródła mówią o 1627 roku) Herrick przyjął święcenia i został kapelanem George'a Villiersa, księcia Buckingham, któremu towarzyszył w nieudanej wyprawie na Île de Ré w 1627 roku. W 1629 został wyznaczony przez władze kościelne na proboszcza parafii Dean Prior w hrabstwie Devon, którą to posadę niechętnie przyjął. Żył w zaciszu na prowincji, gdzie napisał swe najlepsze prace, tęskniąc jednakże za przyjemnościami Londynu.
Sławę zapewnił mu zbiór ponad 1200 liryków zatytułowany Hesperides (1648). Za najpopularniejszy wiersz poety uchodzi utwór Świeże wiśnie. Większość postaci kobiet obecnych w jego poezji uważa się za fikcyjne.
Na język polski Herricka tłumaczył m.in. Stanisław Barańczak (77 wierszy, Kraków 1992).